# Хосе Куба
Хосе Куба Васкес (ісп. José Cuba Vázquez; нар. 15 квітня 1981, Берн, Швейцарія) — іспанський борець вільного стилю, чемпіон та срібний призер Середземноморських чемпіонатів, учасник чемпіонатів світу, Європи та Європейських ігор.

## Життєпис
Боротьбою почав займатися з 1999 року.
Виступав за спортивний клуб «Вілальба» Луго. Тренер — Іван Кастро (з 1999). У лютому 2018 року вчотирнадцяте виграв чемпіонат Іспанії. За свою спортивну кар'єру він лише тричі пропустив національний турнір через 2 важких травми.

## Спортивні результати на міжнародних змаганнях

### Виступи на Чемпіонатах світу
| Змагання                        | Збірна  | Вагова категорія           | Місце |
| ------------------------------- | ------- | -------------------------- | ----- |
| Чемпіонат світу з боротьби 2006 | Іспанія | вільна боротьба, до 120 кг | 27    |
| Чемпіонат світу з боротьби 2007 | Іспанія | вільна боротьба, до 120 кг | 15    |
| Чемпіонат світу з боротьби 2009 | Іспанія | вільна боротьба, до 120 кг | 11    |
| Чемпіонат світу з боротьби 2010 | Іспанія | вільна боротьба, до 120 кг | 22    |
| Чемпіонат світу з боротьби 2011 | Іспанія | вільна боротьба, до 120 кг | 30    |
| Чемпіонат світу з боротьби 2014 | Іспанія | вільна боротьба, до 125 кг | 25    |
| Чемпіонат світу з боротьби 2015 | Іспанія | вільна боротьба, до 125 кг | 32    |
| Чемпіонат світу з боротьби 2019 | Іспанія | вільна боротьба, до 125 кг | 24    |

### Виступи на Чемпіонатах Європи
| Змагання                         | Збірна  | Вагова категорія           | Місце |
| -------------------------------- | ------- | -------------------------- | ----- |
| Чемпіонат Європи з боротьби 2005 | Іспанія | вільна боротьба, до 120 кг | 16    |
| Чемпіонат Європи з боротьби 2006 | Іспанія | вільна боротьба, до 120 кг | 10    |
| Чемпіонат Європи з боротьби 2007 | Іспанія | вільна боротьба, до 120 кг | 13    |
| Чемпіонат Європи з боротьби 2008 | Іспанія | вільна боротьба, до 120 кг | 8     |
| Чемпіонат Європи з боротьби 2010 | Іспанія | вільна боротьба, до 120 кг | 13    |
| Чемпіонат Європи з боротьби 2011 | Іспанія | вільна боротьба, до 120 кг | 19    |
| Чемпіонат Європи з боротьби 2012 | Іспанія | вільна боротьба, до 120 кг | 9     |
| Чемпіонат Європи з боротьби 2018 | Іспанія | вільна боротьба, до 125 кг | 7     |
| Чемпіонат Європи з боротьби 2020 | Іспанія | вільна боротьба, до 125 кг | 18    |

### Виступи на Європейських іграх
| Змагання              | Збірна  | Вагова категорія           | Місце |
| --------------------- | ------- | -------------------------- | ----- |
| Європейські ігри 2015 | Іспанія | вільна боротьба, до 125 кг | 17    |

### Виступи на Середземноморських чемпіонатах
| Змагання                                     | Збірна  | Вагова категорія           | Місце  |
| -------------------------------------------- | ------- | -------------------------- | ------ |
| Середземноморський чемпіонат з боротьби 2015 | Іспанія | вільна боротьба, до 125 кг | Срібло |
| Середземноморський чемпіонат з боротьби 2016 | Іспанія | вільна боротьба, до 125 кг | Золото |

### Виступи на Середземноморських іграх
| Змагання                    | Збірна  | Вагова категорія           | Місце |
| --------------------------- | ------- | -------------------------- | ----- |
| Середземноморські ігри 2005 | Іспанія | вільна боротьба, до 120 кг | 7     |
| Середземноморські ігри 2009 | Іспанія | вільна боротьба, до 120 кг | 5     |

### Виступи на інших змаганнях
| Змагання                                                        | Збірна  | Вагова категорія           | Місце  |
| --------------------------------------------------------------- | ------- | -------------------------- | ------ |
| Олімпійський кваліфікаційний турнір з боротьби 2004 (Софія)     | Іспанія | вільна боротьба, до 120 кг | 14     |
| Турнір Дана Колова — Николи Петрова 2007                        | Іспанія | вільна боротьба, до 120 кг | 7      |
| Олімпійський кваліфікаційний турнір з боротьби 2008 (Мартіні)   | Іспанія | вільна боротьба, до 120 кг | 23     |
| Олімпійський кваліфікаційний турнір з боротьби 2008 (Варшава)   | Іспанія | вільна боротьба, до 120 кг | 5      |
| Золотий Гран-прі з боротьби 2010 (Красноярськ)                  | Іспанія | вільна боротьба, до 120 кг | 5      |
| Гран-прі Німеччини з боротьби 2010                              | Іспанія | вільна боротьба, до 120 кг | Бронза |
| Золотий Гран-прі з боротьби 2010 (Баку)                         | Іспанія | вільна боротьба, до 120 кг | 9      |
| Турнір Дана Колова — Николи Петрова 2011                        | Іспанія | вільна боротьба, до 120 кг | Бронза |
| Турнір міста Сассарі з боротьби 2011                            | Іспанія | вільна боротьба, до 120 кг | Бронза |
| Золотий Гран-прі з боротьби 2011 (Баку)                         | Іспанія | вільна боротьба, до 120 кг | 14     |
| Меморіал Вацлава Циолковського 2011                             | Іспанія | вільна боротьба, до 120 кг | 13     |
| Турнір Дана Колова — Николи Петрова 2012                        | Іспанія | вільна боротьба, до 120 кг | 5      |
| Олімпійський кваліфікаційний турнір з боротьби 2012 (Софія)     | Іспанія | вільна боротьба, до 120 кг | 11     |
| Олімпійський кваліфікаційний турнір з боротьби 2012 (Тайюань)   | Іспанія | вільна боротьба, до 120 кг | 13     |
| Олімпійський кваліфікаційний турнір з боротьби 2012 (Гельсінкі) | Іспанія | вільна боротьба, до 120 кг | 7      |
| Гран-прі Іспанії з боротьби 2014                                | Іспанія | вільна боротьба, до 125 кг | Бронза |
| Меморіал Вацлава Циолковського 2014                             | Іспанія | вільна боротьба, до 125 кг | 10     |
| Гран-прі Парижа з боротьби 2015                                 | Іспанія | вільна боротьба, до 125 кг | 9      |
| Гран-прі Іспанії з боротьби 2015                                | Іспанія | вільна боротьба, до 125 кг | Бронза |
| Меморіал Вацлава Циолковського 2015                             | Іспанія | вільна боротьба, до 125 кг | 7      |
| Henri Deglane Challenge 2015                                    | Іспанія | вільна боротьба, до 125 кг | Бронза |
| Гран-прі Парижа з боротьби 2016                                 | Іспанія | вільна боротьба, до 125 кг | 11     |
| Гран-прі Іспанії з боротьби 2017                                | Іспанія | вільна боротьба, до 125 кг | Бронза |
| Henri Deglane Challenge 2017                                    | Іспанія | вільна боротьба, до 125 кг | Срібло |
| Гран-прі Іспанії з боротьби 2018                                | Іспанія | вільна боротьба, до 125 кг | 4      |
| Відкритий чемпіонат Польщі з боротьби 2018                      | Іспанія | вільна боротьба, до 125 кг | 11     |
| Гран-прі Іспанії з боротьби 2019                                | Іспанія | вільна боротьба, до 125 кг | Бронза |
| Гран-прі Франції Анрі Деглана 2020                              | Іспанія | вільна боротьба, до 125 кг | Бронза |
| Гран-прі Франції Анрі Деглана 2021                              | Іспанія | вільна боротьба, до 125 кг | 7      |
| Олімпійський кваліфікаційний турнір з боротьби 2020 (Будапешт)  | Іспанія | вільна боротьба, до 125 кг | 7      |
| Олімпійський кваліфікаційний турнір з боротьби 2020 (Софія)     | Іспанія | вільна боротьба, до 125 кг | 20     |